# Kotka
Kotka is een gemeente en stad in het Finse landschap Kymenlaakso. Kotka is een havenstad, gelegen aan de Finse Golf, niet ver van de grens met Rusland. De gemeente heeft een landoppervlakte van 271,95 km² en telt 50.617 inwoners (2022).
Kotka (de naam betekent "arend") kwam eind 19e eeuw tot ontwikkeling op het eiland Kotkansaari, vlak voor de monding van de belangrijke rivier de Kymijoki en vlak bij een door de Russen gebouwde vesting, die tijdens de Krimoorlog door de Britten verwoest was. De stad werd in eerste instantie gesticht om in te spelen op de toegenomen houtverwerkingsindustrie in de regio. Na de vestiging van een cellulosefabriek en nadat de rol van meest oostelijke haven werd overgenomen van het na de Tweede Wereldoorlog afgestane Vyborg groeide Kotka erg snel.
De haven van Kotka vormt bestuurlijk één geheel met die van Hamina en is de grootste van Finland. Het stedelijk gebied heeft zich inmiddels uitgestrekt over de kust en de eilanden rondom de monding van de Kymi.
Bezienswaardig is een vissershut die voor tsaar Alexander III is gebouwd. Deze ligt aan een stroomversnelling in de Kymi.

## Sport
Voetbalclub KTP speelt de thuiswedstrijden in de Arto Tolsa Areena in Kotka. KTP kent een lange geschiedenis in de Veikkausliiga.

## Geboren
- Arto Tolsa (1945-1989), voetballer
- Ari Tissari (1951-2023), voetballer
- Marita Taavitsainen (1968), zangeres
- Johannes Laaksonen (1990), voetballer
- Teemu Pukki (1990), voetballer

Hamina · Iitti · Kotka · Kouvola · Miehikkälä · Pyhtää · Virolahti
Voormalige gemeenten:
Anjala · Anjalankoski · Elimäki· Haapasari · Jaala · Karhula · Kuusankoski · Kymi · Sippola · Suursaari · Tytärsaari · Valkeala · Vehkalahti